# À vos marques, prêts, Charlie !
Série
Achtung, fertig, WK!
Pour plus de détails, voir Fiche technique et Distribution.
À vos marques, prêts, Charlie ! (Achtung, fertig, Charlie! dans sa version originale suisse allemande) est un film suisse, du genre cinématographique film de bidasses, réalisé par Mike Eschmann, sorti en 2003. Il fait partie des plus gros succès du box-office en Suisse pour un film suisse.

## Synopsis
Juste avant qu'Antonio Carrera ait pu jurer fidélité éternelle à sa fiancée Laura Moretti, deux policiers arrivent dans l'église et annoncent aux familles venues de Palerme et de Suisse que Carrera n'a pas obéi à son ordre de marche et est convoqué immédiatement à l'école de recrues.
Carrera cependant voudrait bien retrouver Laura. Aussi, avec l'aide de son meilleur ami, la recrue Weber, il échafaude un plan qui n'a qu'un seul but : Carrera doit arriver à se faire mettre à la porte de l'école de recrues. Weber découvre que la recrue Michelle Bluntschi est la fille naturelle du capitaine Reiker. Le plan B (luntschi) est donc tout tracé : Carrera doit la rejoindre dans son lit, puisque les relations sexuelles sont strictement interdites sur les installations militaires. Ils espèrent que de cette façon Carrera sera libéré du service ; seulement le plan ne se déroule pas comme il avait été prévu.

## Suite
Pour les dix ans du film, une suite est sortie le 24 octobre 2013 : Achtung, fertig, WK! soit "À vos marques, prêts, cours de répétition!".

## Fiche technique
- Dates de sortie : 18 septembre 2003 (Suisse alémanique), 28 avril 2004 (Suisse romande)

## Distribution
- Michael Koch : Recrue Antonio Carrera
- Melanie Winiger : Recrue Michelle Bluntschi
- Mia Aegerter : Laura Moretti
- Marco Rima (de) : Capitaine Franz Reiker
- Martin Rapold (de) : Caporal Weiss
- Max Rüdlinger (de) : Divisionnaire
- Nicolas Steiner : Recrue Schlönz
- Kaya Inan (de) : Recrue Weber
- Màrio Almer : Recrue Schaffner
- Mike Müller : Paolo
- Lukas Frey : Recrue Gmür
- Pascal Nussbaumer : Recrue Furgler
- Jean Vocat : Recrue Lombard
- Max Sartore : Grenadier Hinkel
- Laila Nielsen : Billie
- Rahel Liebetrau : Vanessa
- Tamara Sedmak (de) : Officier de la police militaire
- Mario Scarpellini : Officier de la police militaire
- Daniel Rohr (de) : Le médecin militaire
- Esther von Arx : La maman de Weber
- Jean-Pierre Cotti : Le prêtre
- Franco Ramunno : Fredo
- Gianni Zorzini : Alberto

## Autour du film
- Le budget du film a été de 1,8 million de francs suisses. En deux semaines, plus de 200 000 spectateurs ont vu le film en Suisse alémanique. L'annonce du fait que l'ancienne Miss Suisse Melanie Winiger y apparaissait nue n'a pas été totalement étranger au succès de ce film.
- Kein Bund für’s Leben est un film allemand sorti en 2007 largement inspiré de À vos marques, prêts, Charlie!.